# طارق سعد
طارق سعد، كاتب وصحفي وفنان تشكيلي مصري، لديه عدة منشورات تعنى بأدب الطفل في مختلف دور النشر العربية.

## سيرته المهنية
قبل الولوج إلى حقل الكتابة وهو دون العشرين، فقد كان رساماً يصنع أعمالاً فنية بالطين والصابون ورقائق الألومنيوم، ومن ثم  نشر أول أعماله الأدبية وكانت قصة قصيرة بعنوان «من أجل لولو» بجريدة «الحياة» المصرية أواخر الثمانينات، ونشر قصته الأولى «الغزالة الأسد»  سنة 1992، بمجلة نصف الدنيا في باب حكاية.
قام بأعداد نصف صفحة أسبوعية للأطفال بجريدة مغمورة، التحق كمتدرب صحفي إلى مجلة " الشباب " بمؤسسة الأهرام، ونشر أعماله للأطفال بالمجلات المصرية والعربية مثل " ماجد " و " أحمد" و " قطر الندى" وعلاء الدين "، يقدم كتاباته للقاريء وخاصة الطفل، بأطر مغلفة بقيم اجتماعية، تربوية، ونفسية، تميل إلى البساطة والفكاهة والمتعة.
لديه زاوية مقالات في صحيفة الوطن الإلكترونية، كما يعمل محرر في باب «كاتب وكتاب» بجريدة الأهرام، وفوازير «علاء الدين» بموقع مجلة «علاء الدين» الصادرة من الأهرام للأطفال.

## منشوراته
(1999)، العصفور: دار المعارف، القاهرة 
(2003)، حكاية الأسد المرعوب: الهيئة العامة لقصور الثقافة، القاهرة 
(2007)، الفتى الذي أدهش الخليفة: الهيئة المصرية العامة للكتاب، القاهرة 
(2009)، سمكة حمراء وعصفور أخضر: الهيئة المصرية العامة للكتاب، القاهرة 
(2018)، في مدينة الملاهي: المركز القومي لثقافة الطفل، مصر 
(2018)، الحكاية فيها منّا: دار ديير للنشر والتوزيع ، مصر 
(2021)، لعنة الكوبرا: دار ديير للنشر والتوزيع، مصر 